# Хан, Адам
Адам Лэнгли-Кан (англ. Adam Langley-Khan, родился 24 мая 1985 года) — британский и пакистанский автогонщик из Бридлингтона, Йоркшир, который представлял Пакистан в серии А1 Гран-при. Также он является демонстрационным пилотом (участвует в различных уличных шоу) команды Renault.
Владеет шестью языками: английским, французским, испанским, итальянским, Урду и китайским.

## Карьера
В возрасте 16 лет у Кана появилась возможность провести тест-драйв Porsche. Затем последовала интенсивная пятидневная учёба вождению в Сильверстоуне, где ему в гоночной школе Сильверстоуна вручили лицензию на дальнейшее участие в соревнования.
В 2001 он выступил в шести гонках Британской Формулы-Форд, став вице-чемпионом в свой первый год профессиональных гонок с тремя подиумами.
Эдди Джордан поддерживал карьеру Адама Кана, когда Кану было 17 лет. Британец выступил в различных гонках Британской Формулы-3, в то время также обучаясь в школе. Кан принял участие в сезоне 2002/03 Британской Формулы-3 Зимняя серия, завершив в качестве вице-чемпиона класса обучения, в котором он победил во второй гонке и финишировал три раза на подиуме.
В 2005 Адам Кан был выбран в качестве пилота команды Пакистана в А1 Гран-при. Команда Пакистана с Каном начала сезон с седьмой позиции на трассе Брэндс-Хэтч в сражении с более опытными гонщиками, первоначально он шёл на третьем месте, но ошибка на пит-стопе лишила его шансов на подиум. Многие дорогостоящие ошибки команды происходили во время гонок, где Кан был на высоких позициях, однако, команда Пакистана смогла завершить сезон на высокой ноте с пятым местом на заключительной гонке в Шанхае. В 2006 Адам устроил перерыв от гонок и полностью погрузился в учёбу на факультете бизнеса в King’s College University of London.
Кан обязался гоняться под флагом Пакистана в будущем, в качестве инициативы по внедрению Пакистана в мир профессиональных моторных видов спорта, и был официально назначен послом автоспорта от Пакистана правительством. Кан был награждён президентом Пакистана в Лондоне 29 сентября 2006.
В 2007 Кан вернулся в автогонки и пришёл в Мировую серию Рено, гоняясь за итальянскую команду RC Motorsport. После тестов с командой ему было предоставлена должность третьего пилота, а место основоного пилота так и не досталось. Это позволило ему провести тесты за команду Пакистана в А1 Гран-при на трассе Сильверстоун и он вернулся в команду на сезон 07/08.
Кан участвовал за команду Trust Team Arden в сезоне 2008 GP2 Asia, но после двух гонок он решил сконцентрироваться на А1 Гран-при и работе в университете.
Летом 2008 Кан присоединился к Евросерии 3000 в июне, после пропуска старта сезона из-за травмы. У Кана выдался успешный сезон, из 12 гонок он выиграл 3, два раза финишировал вторым и один раз третьим, завершив сезон на третьей позиции личного зачёта. Благодаря этому впервые на европейском соревновании был услышан гимн Пакистана.
10 сентября 2008 было объявлено что Кан будет исполнять двойную роль президента и пилота команды Пакистана в сезоне 2008-09 А1 Гран-при. Тем не менее, он принял участие лишь в тестах.
27 января 2009 Кан присоединился команде Renault для демонстрирования болида Формулы-1 на этапах Мировой серии Рено и других презентаций.

## Результаты выступлений

### Гоночная карьера
| Сезон   | Серия                                   | Команда                   | Гонки | Победы | Поулы | БК | Очки | Место  |
| ------- | --------------------------------------- | ------------------------- | ----- | ------ | ----- | -- | ---- | ------ |
| 2008    | Евросерия 3000                          | TP Formula                | 12    | 3      | 3     | 2  | 55   | 3      |
| 2008    | Итальянская Формула-3000                | TP Formula                | 6     | 2      | 1     | 1  | 25   | 6      |
| 2008    | GP2 Asia                                | Trust Team Arden          | 4     | 0      | 0     | 0  | 0    | 28     |
| 2007-08 | А1 Гран-при                             | Пакистан                  | 20    | 0      | 0     | 0  | 1    | 20 (1) |
| 2005-06 | А1 Гран-при                             | Пакистан†                 | 14    | 0      | 0     | 0  | 10   | 20 (1) |
| 2005    | Британская Формула-3 Национальный класс | Performance Racing Europe | 4     | 0      | 0     | 0  | 18   | 11     |
| 2005    | Немецкая Формула-3                      | Performance Racing Europe | 2     | 0      | 0     | 0  | 1    | 18     |
| 2005    | Австрийская Формула-3                   |                           | 7     | 0      | 0     | 0  | 40   | 6      |
| 2004    | Британская Формула-3 Класс обучения     | Alan Docking Racing       | 9     | 0      | 0     | 0  | 78   | 6      |
| 2003    | Формула-Рено V6 Еврокубок               | DAMS                      | 10    | 0      | 0     | 0  | 4    | 22     |
| 2003    | Немецкая Формула-3                      | Performance Racing Europe | 2     | 0      | 0     | 0  | 2    | 23     |
| 2002    | Испанская Формула-3                     | G-Tech                    | 1     | 0      | 0     | 0  | 0    | -      |

- (1) = Командный зачёт.

† На этапе в Дурбане он получил травму после аварии на практике.

### Результаты выступлений серии GP2

#### Результаты выступлений в GP2 Asia
| Легенда к таблице |                                                                    |
| --- | ------------------------------------------------------------------ |
| В таблице перечислены результаты всех гонок, в которых принимал участие гонщик. Строками таблицы являются сезоны, столбцами — этапы соревнований. В каждой клетке указаны сокращённое название этапа и результат, дополнительно обозначенный цветом. Расшифровка обозначений и цветов представлена в нижеследующей таблице. |                                                                    |
| \| Пример \| Описание \| \| ------------ \| ------------------------------------------------------------------ \| \| 1 \| Победитель \| \| 2 \| Второе место \| \| 3 \| Третье место \| \| 5 \| Финишировал, заработав очки \| \| Сход \| Не финишировал, но при этом заработал очки \| \| 12 \| Финишировал, не получив очков \| \| НКЛ \| Финишировал, но не попал в финальную классификацию \| \| 15 \| Участвовал вне зачёта, либо по отдельной классификации \| \| 18 \| Не финишировал, но попал в финальную классификацию \| \| Сход \| Не финишировал \| \| НКВ \| Не прошёл квалификацию \| \| НПКВ \| Не прошёл предквалификацию \| \| ДСК \| Дисквалифицирован \| \| ИСК \| Исключён из протокола соревнований \| \| ТТ \| Заявлен для участия только в тренировках \| \| НС \| Участвовал в квалификации, но не стартовал в гонке \| \| Т \| Травмирован или болен \| \| ОТК \| Отказ от участия \| \| НТР \| Прибыл на соревнования, но на трассу не выезжал \| \| НПР \| Был заявлен в числе участников, но не прибыл к началу соревнований \| \| О \| Соревнования отменены \| \| \| Не участвовал \| \| Поул-позиция \| \| \| Быстрый круг \| \| |                                                                    |
| Пример | Описание                                                           |
| 1 | Победитель                                                         |
| 2 | Второе место                                                       |
| 3 | Третье место                                                       |
| 5 | Финишировал, заработав очки                                        |
| Сход | Не финишировал, но при этом заработал очки                         |
| 12 | Финишировал, не получив очков                                      |
| НКЛ | Финишировал, но не попал в финальную классификацию                 |
| 15 | Участвовал вне зачёта, либо по отдельной классификации             |
| 18 | Не финишировал, но попал в финальную классификацию                 |
| Сход | Не финишировал                                                     |
| НКВ | Не прошёл квалификацию                                             |
| НПКВ | Не прошёл предквалификацию                                         |
| ДСК | Дисквалифицирован                                                  |
| ИСК | Исключён из протокола соревнований                                 |
| ТТ | Заявлен для участия только в тренировках                           |
| НС | Участвовал в квалификации, но не стартовал в гонке                 |
| Т | Травмирован или болен                                              |
| ОТК | Отказ от участия                                                   |
| НТР | Прибыл на соревнования, но на трассу не выезжал                    |
| НПР | Был заявлен в числе участников, но не прибыл к началу соревнований |
| О | Соревнования отменены                                              |
| | Не участвовал                                                      |
| Поул-позиция |                                                                    |
| Быстрый круг |                                                                    |

| Год  | Команда          | 1        | 2        | 3          | 4        | 5     | 6     | 7     | 8     | 9     | 10    | ЛЗ | Очки |
| ---- | ---------------- | -------- | -------- | ---------- | -------- | ----- | ----- | ----- | ----- | ----- | ----- | -- | ---- |
| 2008 | Trust Team Arden | ОАЭ 1 18 | ОАЭ 2 15 | ИНЗ 1 Сход | ИНЗ 2 11 | МАЗ 1 | МАЗ 2 | БАХ 1 | БАХ 2 | ОАЭ 1 | ОАЭ 2 | 28 | 0    |